# Programa de evaluación de automóviles nuevos

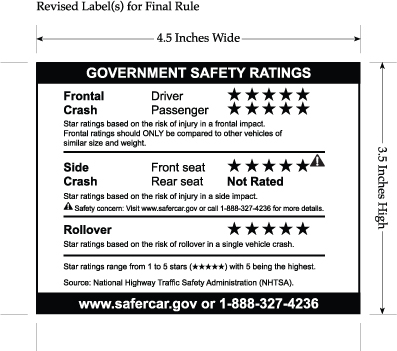
Etiqueta de información para el consumidor de un vehículo con al menos una calificación de estrellas NCAP

El Programa de Evaluación de Automóviles Nuevos (New Car Assessment Program) es un programa de seguridad automotriz del gobierno estadounidense encargado de evaluar el desempeño de los nuevos diseños de automóviles frente a diversas amenazas a la seguridad. 

## Historia
El primer NCAP fue creado en 1979 por la Administración Nacional de Seguridad del Tráfico en las Carreteras de los Estados Unidos. Este programa se estableció en respuesta al Título II de la Ley de Información de Vehículos Motorizados y Ahorro de Costos de 1972, para alentar a los fabricantes a construir vehículos más seguros y a los consumidores a comprarlos. Con el tiempo, la agencia mejoró el programa agregando programas de calificación, facilitando el acceso a los resultados de las pruebas y revisando el formato de la información para facilitar la comprensión de los consumidores. La NHTSA afirma que el programa ha influido en los fabricantes para que construyan vehículos que obtengan calificaciones altas de manera constante. 
La primera prueba de choque frontal, a 35 mph (~56 Km/h), estandarizada fue el 21 de mayo de 1979 y los primeros resultados se publicaron el 15 de octubre de ese año. La agencia estableció un protocolo de prueba de impacto frontal basado en el Estándar federal de seguridad de vehículos motorizados 208 ("Protección contra choques de ocupantes"), excepto que la prueba NCAP frontal 4 se realiza en 56 kilómetros por hora (35 mph), en lugar de 48 kilómetros por hora (30 mph) como lo requiere FMVSS No. 208. 
El programa europeo, Euro NCAP, fue fundado en 1997 por el Laboratorio de Investigación del Transporte del Departamento de Transporte del Reino Unido y cuenta con el respaldo de varios gobiernos europeos, así como de la Unión Europea. Con sede en Bruselas, Bélgica, el programa europeo se inspiró en el programa estadounidense. Otras áreas con programas similares incluyen Australia y Nueva Zelanda con ANCAP, América Latina con Latin NCAP y China con C-NCAP. El Programa de Evaluación de la Seguridad de Vehículos Nuevos de Bharat se está planificando para India. 
En la década del 2000, como resultado de la Ley de Equidad en el Transporte Seguro, Responsable, Flexible y Eficiente: Un Legado para los Usuarios (SAFETEA – LU), la agencia estadounidense buscó mejorar la difusión de las calificaciones de NCAP. Lo hizo mediante la emisión de una regla final que requiere que los fabricantes coloquen calificaciones de estrellas NCAP en la etiqueta de Monroney (etiqueta de precio de automóvil). La regla tiene una fecha de cumplimiento del 1 de septiembre de 2007.